# Burg Radensbach
Die Reste der abgekommenen Burg Radensbach liegen in der Gemeinde Niedernsill im Bezirk Zell am See von Salzburg.
Die Anlage befindet sich oberhalb des Ortsteils Aisdorf in der Nähe des Gutes Rattenspach am orographisch rechten Ufer des Aisdorfer Baches. Sie ist zu erreichen, wenn man der B 168 bis zum Kreisverkehr von Steindorf folgt und dort die Abzweigung nach Niedernsill nimmt und dem Rattensbacherweg bis zur Fahrverbotstafel folgt. Der Forststraße muss man noch drei Minuten folgen und dann erreicht man die nördlich der Forststraße liegende Ruine.
Hier findet sich unter dem Flurnamen Burgböndl oder Burgboden eine ebene Fläche, oberhalb der eine Burganlage gefunden wurde. Die Anlage war in West-Ost-Richtung von zwei Palisadengräben abgesichert. Von den Grundmauern lässt sich ein unregelmäßiges Viereck erkennen, die Mauern sind etwa 15 und 12 m lang; aufgehendes Mauerwerk ist noch vorhanden. Im Nordosten befindet sich ein gemauertes Loch, das auf einen ehemals vorhandenen Brunnen schließen lässt. Im Bereich der Burg wird auch eine spätantike Anlage vermutet. Urkundliche Unterlagen zu dieser Burg haben sich bislang nicht finden lassen.